# Wasyl Kral
Wasyl Kral, pseud. Czaus (ur. 1913 w Doroszowie, zm. 1976 w Dzierżoniowie) – ukraiński wojskowy, porucznik UPA.
W UPA od marca 1945, najpierw strzelec, potem dowódca czoty w sotni „Kulisza”. Po przekształceniu czoty w samodzielną sotnię, był dowódcą tejże sotni, należącej do kurenia „Berkuta”, która przybyła na teren Polski pod koniec 1945 z V Okręgu Wojskowego UPA „Buh”. Jego sotnia została rozbita we wrześniu 1947.
„Czaus” zgłosił się do wysiedlenia i wyjechał w okolice Drawska, gdzie zamieszkał. Został rozpoznany i aresztowany na początku 1948, skazany na karę śmierci 10 lutego 1948 przez Wojskowy Sąd Rejonowy w Lublinie, zamienioną na dożywotnie pozbawienie wolności. W 1955 zwolniony z więzienia, zamieszkał w Dzierżoniowie, gdzie zmarł w latach 80. XX wieku.